# Rizsformák
A rizsformák (Oryzoideae) a perjefélék (Poaceae) egyik alcsaládja.
A legtöbbjük trópusi növény, egyvirágú füzérkékkel és kettő vagy négy apró, pikkelyszerű pelyvával (a pelyvák akár hiányozhatnak is). Szemterméseikben a tartalék tápanyag kis, összetett keményítőszemek formájában jelenik meg. Az alcsalád gazdasági szempontból legfontosabb faja a termesztett rizs (Oriza sativa). Észak-Amerika keleti részén mocsarakban, valamint tavak és folyók szegélyén tömegesen nő a tuszkaróra (Zizania aquatica), aminek szemtermése egykor az itt élő indián törzsek egyik fő tápláléka volt.

## Rendszertani felosztásuk
Az alosztályt négy nemzetségcsoportra tagoljuk:
- Ehrharteae csoport négy nemzetséggel:
  - Ehrharta,
  - Microlaena,
  - Tetrarrhena,
  - Zotovia.
- Oryzeae csoport 12 nemzetséggel:
  - Chikusichloa,
  - Hygroryza,
  - Leersia,
  - Luziola,
  - Maltebrunia,
  - rizs (Oryza),
  - Porteresia,
  - Potamophila,
  - Prosphytochloa,
  - Rhynchoryza,
  - vadrizs (Zizania),
  - Zizaniopsis.
- Phyllorachideae csoport két nemzetséggel:
  - Humbertochloa,
  - Phyllorachis.
- Streptogyneae csoport egy nemzetséggel:
  - Streptogyna.

## Külső hivatkozások
- Rizs.lap.hu - linkgyűjtemény